# Sågtjärnen, Gästrikland
Sågtjärnen är en sjö i Ockelbo kommun i Gästrikland och ingår i Hamrångeåns huvudavrinningsområde. Sjön är 4,3 meter djup, har en yta på 0,171 kvadratkilometer och befinner sig 73,1 meter över havet. Sjön avvattnas av vattendraget Murån.

## Delavrinningsområde
Sågtjärnen ingår i det delavrinningsområde (675246-155868) som SMHI kallar för Utloppet av Sågtjärnen. Medelhöjden är 80 meter över havet och ytan är 0,7 kvadratkilometer. Räknas de 3 avrinningsområdena uppströms in blir den ackumulerade arean 27,04 kvadratkilometer. Murån som avvattnar avrinningsområdet har biflödesordning 2, vilket innebär att vattnet flödar genom totalt 2 vattendrag innan det når havet efter 28 kilometer. Avrinningsområdet består mestadels av skog (67 procent). Avrinningsområdet har 0,17 kvadratkilometer vattenytor vilket ger det en sjöprocent på 24,5 procent.